# Севим Али (политик, р. 1981)
Севим Исмаил Али е български политик от ДПС. Народен представител от Движението за права и свободи в XLIV, XLV, XLVI, XLVII и XLVIII народно събрание. Бил е общински съветник от ДПС в община Айтос.

## Биография
Севим Али е роден на 13 септември 1981 г. в град Айтос, Народна република България. Завършва специалност „Химично инженерство“ в Университетът „Проф. д-р Асен Златаров“ в Бургас и Българското училище за политика „Димитър Паница“ към Нов български университет.
През 2005 г. става член на ДПС. До 2013 г. е председател на Младежкото ДПС в община Айтос, а след това до 2018 г. е председател на Младежкото ДПС в община Бургас.